# I Puffi 2
I Puffi 2 (The Smurfs 2) è un film del 2013 diretto da Raja Gosnell.
Prodotto dalla Sony Pictures Animation e dalla Columbia Pictures, è il sequel del film del 2011 I Puffi e ha come protagonisti gli omonimi personaggi inventati dal disegnatore belga Peyo. Come il precedente è stato realizzato in tecnica mista, con la presenza sia di attori che di animazione in computer grafica, ed è stato distribuito anche in 3D.

## Trama
Tutto ha inizio quando Puffo Narratore racconta agli altri puffi la storia di come Puffetta diventò un puffo blu. Successivamente Puffetta, facendo un tuffo acrobatico, si trasforma di nuovo in una monella, come in origine: fu infatti il perfido Gargamella a crearla con un incantesimo, per usarla come spia e portare il caos tra i puffi; divenne un puffo a tutti gli effetti solo dopo, grazie a un ulteriore incantesimo di Grande Puffo. Quando poi si sveglia, si accorge che era soltanto un sogno. Intanto i puffi organizzano una festa di compleanno a sorpresa per la loro sorellina che ne è inconsapevole.
Gargamella, che si è trasferito in Francia, intanto è diventato un mago molto famoso che vuole rapire sua figlia obbligandola a dirgli la formula segreta che Grande Puffo usò per farla diventare blu. E per questo ha un nuovo piano! Nella speranza di catturare l'essenza magica dei Puffi, questa volta ha creato, infatti, due esserini malvagi, esilaranti e buffi a loro simili, con la pelle grigiastra, chiamati Monelli: Frullo e Pestifera. Ben presto però, scopre che per portare a termine il suo piano, ha bisogno dell'aiuto di Puffetta, che pur conoscendo il segreto per trasformare le sue creature in veri Puffi, scordatisi del suo compleanno, si guarda nel ruscello e per un istante vede che la sua pelle è diventata grigia e i capelli neri come quando era monella. Così Gargamella e Pestifera con l'inganno riescono a rapirla e portarla a Parigi. Spetterà adesso al Grande Puffo, Vanitoso, Tontolone e Brontolone, che aiutandosi con dei "cristalli teletrasportatori", dovranno unire le forze coi loro amici umani, Patrick e Grace Winslow, per salvarla!

## Personaggi

### I Puffi
Oltre a Grande Puffo, Puffetta, Tontolone e Brontolone già apparsi nel primo film, nel sequel viene dato maggior spazio a Puffo Vanitoso, che nel precedente lungometraggio aveva una visibilità molto ridotta. Puffo Coraggioso e Puffo Quattrocchi, sono presenti anche in questo sequel, ma in misura minore rispetto al primo film.
Altri Puffi introdotti nel sequel sono: Stiloso che indossa un paio di occhiali da sole, Panicoso che si protegge con ginocchiere e gomitiere, Social Puff che "posta" gli eventi sul "Puffo web" e su "Facepuff", Puffo Organizzoso che indossa sul cappello un altro cappellino di cartone colorato a forma di cono tipico delle feste e Puffo Ingenuo che non sa mantenere un segreto. Fa inoltre la sua comparsa anche Puffo Passivo-Aggressivo, che nel film precedente era solo citato.
Un discorso a parte merita Puffo Golosone, un puffo molto sovrappeso, lontano a livello visivo dal Golosone della serie televisiva, che qui assume il nome di Puffo Chef, infatti i due caratteri dei fumetti originali di Golosone e Cuoco/Chef sono stati combinati in un unico personaggio (chiamato appunto Golosone) solo nella serie animata degli anni '80 della Hanna-Barbera Productions, mentre i film e i cortometraggi della Sony Pictures Animation ripristinano i due Puffi originali.
Anche Narratore, Forzuto, Inventore, Contadino, Chef, Panettiere e altri sono presenti in questo film, come nel precedente.

I due ingressi più importanti sono però quelli di Pestifera e Frullo, due esserini creati da Gargamella con la stessa tecnica con cui aveva creato anni addietro Puffetta. I due, dal colore grigio spento, non possono ancora essere definiti Puffi perché mancanti della tipica colorazione blu. Alla fine del film, grazie all'essenza puffa, i due diventeranno Puffi a tutti gli effetti.

### Umani
Oltre a Grace e Patrick Wislow, già presenti nel primo film, appaiono il piccolo Blue, figlio della coppia di giovani sposi, e Victor Doyle, il patrigno di Patrick. Non è più presente, invece, il personaggio di Odile, che fa una breve apparizione in una scena eliminata.

### I cattivi
La fanno da padroni, nella parte dei divertentissimi cattivi, Gargamella e il suo gatto Birba.

## Colonna sonora
Il 17 aprile 2013 Britney Spears annunciò tramite il suo account Facebook di aver registrato una canzone dal titolo Ooh La La per la colonna sonora del film.
Il progetto musicale Owl City ha composto un'altra canzone per la colonna sonora del film: un singolo chiamato Live It Up.

## Promozione
Il primo trailer del film è stato distribuito dalla Sony Pictures il 17 dicembre 2012, a cui è seguito il giorno dopo la versione doppiata in italiano dello stesso. Il successivo 19 giugno è stato inoltre distribuito il secondo trailer del film, seguito poche ore dopo dalla versione italiana dello stesso.

## Distribuzione
Il film è stato distribuito nelle sale statunitensi a partire dal 31 luglio 2013. In Italia il film doveva inizialmente essere distribuito a partire dal 26 settembre 2013, ma la data di uscita venne successivamente anticipata al 19 settembre, dove uscì in quasi 600 sale cinematografiche.

## Altri media

### Cortometraggio
Nel 2014 nelle edizioni Combo Blu-ray, DVD e Blu-ray, Blu-ray 3D del film è stato aggiunto il cortometraggio in tecnica mista 3D e 2D I Puffi - La leggenda di Puffy Hollow.

## Sequel
Inizialmente si era pensato ad un terzo film, ma durante la fase di ideazione i produttori hanno dichiarato che sarà un film totalmente animato e non avrà a che fare con i primi due film.
L'attore Hank Azaria, interprete di Gargamella, ha fatto riferimento ad una trama incentrata sull'origine dei personaggi.
Il 15 giugno 2015 è stato rivelato il nome del film, Get Smurfy, poi cambiato in Smurfs: The Lost Village (in Italia I Puffi - Viaggio nella foresta segreta). Fra i doppiatori ci sono Demi Lovato (Puffetta), Rainn Wilson (Gargamella) e Mandy Patinkin (Grande Puffo).

## Curiosità
- I cartelli di presentazione iniziali vengono personalizzati con l'introduzione di un cappello da Puffo che vola sul logo della Columbia Pictures e su quello della Sony Pictures Animation, mentre quello della The K Entertainment Company è caratterizzato da fuochi d'artificio blu e dalla presenza di un Puffo e di Puffetta accanto alla nonna e al bambino.
- La creazione di Puffetta viene ricordata tramite le illustrazioni di un libro in cui, a differenza dei fumetti e dei cartoni, la sua pelle inizialmente era grigia; inoltre nel flashback con Gargamella i suoi capelli sono lunghi dall'inizio e non trovano corrispondenza con i disegni del libro. Quando Pestifera diventerà una vera Puffa e rimarrà nel villaggio, Puffetta avrà finalmente una sorella, infatti nei film non appare nessun personaggio creato per la serie televisiva, quindi non risultano esistere le altre due femmine Bontina e Nonna Puffa.
- In una delle scene finali i Puffi con la salopette rossa diventano due; lo stesso errore era stato fatto nel primo film col Puffo dalla salopette gialla.